# Грбови рејона Татарстана
Грбови рејона Татарстана обухвата галерију грбова административних јединица руске федералне републике Татарстан, са статусом градских округа и рејона, те њихове историјске грбове (уколико их има).
Већина грбова настала је након проглашење Републике Татарстан 1992. године.

## Грбови рејона и округа

### Грбови рејона
- Грб рејона 
 Агришки
- Грб рејона 
 Азнакајевски
- Грб рејона 
 Аксубајевски
- Грб рејона 
 Актанишски
- Грб рејона 
 Алексејевски
- Грб рејона 
 Аљкејевски
- Грб рејона 
 Аљметјевски
- Грб рејона 
 Апастовски
- Грб рејона 
 Арски
- Грб рејона 
 Атнински
- Грб рејона 
 Бавлински
- Грб рејона 
 Балтасински
- Грб рејона 
 Бугуљмински
- Грб рејона 
 Буински
- Грб рејона 
 Верхњеуслонски
- Грб рејона 
 Високогорски
- Грб рејона 
 Дрожановски
- Грб рејона 
 Јелабушки
- Грб рејона 
 Заински
- Грб рејона 
 Зеленодољски
- Грб рејона 
 Кајбицки
- Грб рејона 
 Камско Устински
- Грб рејона 
 Кукморски
- Грб рејона 
 Лаишевски
- Грб рејона 
 Лењиногорски
- Грб рејона 
 Мамадишски
- Грб рејона 
 Мендељејевски
- Грб рејона 
 Мензјелински
- Грб рејона 
 Мусљумовски
- Грб рејона 
 Нижњекамски
- Грб рејона 
 Новошешмински
- Грб рејона 
 Нурлатски
- Грб рејона 
 Пјестречински
- Грб рејона 
 Рибно Слободски
- Грб рејона 
 Сабински
- Грб рејона 
 Сармановски
- Грб рејона 
 Спаски
- Грб рејона 
 Тетјушски
- Грб рејона 
 Тукајевски
- Грб рејона 
 Тјуљачински
- Грб рејона 
 Черјемшански
- Грб рејона 
 Чистопољски
- Грб рејона 
 Јутазински

### Грбови градских округа
- Грб округа 
 Азнакајево
- Грб округа 
 Аљметјевск
- Грб округа 
 Бавли
- Грб округа 
 Бугуљма
- Грб округа 
 Буинск
- Грб округа 
 Јелабуга
- Грб округа 
 Заинск
- Грб округа 
 Зеленодољск
- Грб округа 
 Казањ
- Грб округа 
 Лењиногорск
- Грб округа 
 Набережније Челни
- Грб округа 
 Нижњекамск
- Грб округа 
 Нурлат
- Грб округа 
 Чистопољ